# زمین‌لرزه ۲۰۱۱ میاگی
زمین‌لرزه میاگی  در تاریخ ۷ آوریل ۲۰۱۱ میلادی، برابر با ‎۱۸ فروردین ۱۳۹۰، ساعت ۱۴:۳۲:۴۱٫۰ به زمان یوتی‌سی در ژاپن ، منطقه میاگی رخ داد.ژرفای این زلزله ۲۵٫۶ کیلومتر بود. بزرگی آن ۷٫۱ در مقیاس Mw بدست آمده‌است.
پروژهٔ جهانی تنسور گشتاور مرکزوار پارامتر زمان مرکزوار زمین‌لرزه را با اختلاف ۱۰٫۴ ثانیه نسبت به زمان رخداد اشاره شده در بالا و مختصات مرکزوار را در ۳۸°۲۰′شمالی ۱۴۱°۵۴′شرقی / ۳۸٫۳۳°شمالی ۱۴۱٫۹۰°شرقی محاسبه کرد و همچنین، ژرفا در ۵۳٫۲ کیلومتر بدست آمده‌است. در این محاسبات زاویه‌های (راستا، شیب، ریک) گسل سازندهٔ زمین‌لرزه و صفحه عمود بر آن برابر با (°۱۹، °۳۷، ° ۸۲) یا (°۲۰۹، °۵۳، ° ۹۶) حاصل شده‌است.